# Fleimstalbahn
| |                             |                                                  |                                                  |
| Streckenlänge: | 50,50 km                    |                                                  |                                                  |
| Spurweite: | 760 mm, ab 1928/29: 1000 mm |                                                  |                                                  |
| Maximale Neigung: | 42 ‰                        |                                                  |                                                  |
| Minimaler Radius: | 60 m                        |                                                  |                                                  |
| |                             |                                                  |                                                  |
| \| \| \| Brennerbahn nach Bozen \| \| \| \| 0,000 \| Auer \| 223 m s.l.m. \| \| \| \| Brennerbahn nach Verona \| \| \| \| 1,672 \| Auer Ort \| 241 m s.l.m. \| \| \| \| Vill (Bedarfshalt, bereits vor 1963 aufgelassen) \| \| \| \| 9,274 \| Montan \| 453 m s.l.m. \| \| \| 11,00 \| Glener Viadukt/Viadukt Unterglen (73 m) \| Glener Viadukt/Viadukt Unterglen (73 m) \| \| \| 11,001 \| Glen \| 535 m s.l.m. \| \| \| 11,915 \| Windischgraben-Tunnel/Tunnel Oberglen (258,45 m) \| Windischgraben-Tunnel/Tunnel Oberglen (258,45 m) \| \| \| 12,20 \| Windischgraben-Viadukt/Viadukt Oberglen (70 m) \| Windischgraben-Viadukt/Viadukt Oberglen (70 m) \| \| \| 12,930 \| Schloßbergtunnel/Tunnel Schloss Enn (123 m) \| Schloßbergtunnel/Tunnel Schloss Enn (123 m) \| \| \| 15,759 \| Kalditsch \| 702 m s.l.m. \| \| \| 17,312 \| Feitner-Tunnel (138,82 m) \| Feitner-Tunnel (138,82 m) \| \| \| 18,60 \| Rottenhof-Viadukt (32 m) \| Rottenhof-Viadukt (32 m) \| \| \| 18,923 \| Rottenhof-Tunnel (109,95 m) \| Rottenhof-Tunnel (109,95 m) \| \| \| 19,537 \| Kalditscher Tunnel (52,85 m) \| Kalditscher Tunnel (52,85 m) \| \| \| 22,450 \| Pausa \| 958 m s.l.m. \| \| \| 22,80 \| Schelmgrabenviadukt (40 m) \| Schelmgrabenviadukt (40 m) \| \| \| 23,751 \| Kaltenbrunn \| 1001 m s.l.m. \| \| \| 26,299 \| San Lugano \| 1097 m s.l.m. \| \| \| \| Provinzgrenze Südtirol/Trentino \| \| \| \| 29,40 \| Aguaiviadukt I (42 m) \| Aguaiviadukt I (42 m) \| \| \| 29,50 \| Aguaiviadukt II (30 m) \| Aguaiviadukt II (30 m) \| \| \| 31,247 \| Castello di Fiemme \| 1005 m s.l.m. \| \| \| 33,000 \| Carano Bivio (Bedarfshalt, ab 1945) \| Carano Bivio (Bedarfshalt, ab 1945) \| \| \| 34,600 \| Cavalese Succursale/Bar Fiemme (Bedarfshalt) \| Cavalese Succursale/Bar Fiemme (Bedarfshalt) \| \| \| 34,80 \| Schwarzbachviadukt (20 m) \| Schwarzbachviadukt (20 m) \| \| \| 35,703 \| Cavalese \| 991 m s.l.m. \| \| \| 36,612 \| Narenatunnel (103 m) \| Narenatunnel (103 m) \| \| \| 39,30 \| Avisio (78 m) \| Avisio (78 m) \| \| \| 39,393 \| Masi di Cavalese \| Masi di Cavalese \| \| \| 40,80 \| Lagoraibach (10 m) \| Lagoraibach (10 m) \| \| \| 42,112 \| Tesero \| 902 m s.l.m. \| \| \| 42,50 \| Val-del-Bus-Bach (4,6 m) \| Val-del-Bus-Bach (4,6 m) \| \| \| 43,80 \| Rio Cavelonte (10 m) \| Rio Cavelonte (10 m) \| \| \| 43,827 \| Panchià \| 930 m s.l.m. \| \| \| 45,060 \| Ziano di Fiemme \| 940 m s.l.m. \| \| \| 46,10 \| Rio Castellir (9,3 m) \| Rio Castellir (9,3 m) \| \| \| \| Frazione Roda (Bedarfshalt) \| \| \| \| 47,80 \| Rio Sadole (9,3 m) \| Rio Sadole (9,3 m) \| \| \| 47,90 \| Sadoletal (Ladestelle, Erster Weltkrieg) \| Sadoletal (Ladestelle, Erster Weltkrieg) \| \| \| 48,80 \| Torrente Pozze (8,5 m) \| Torrente Pozze (8,5 m) \| \| \| 48,90 \| Valmaggiore (Ladestelle, Erster Weltkrieg) \| Valmaggiore (Ladestelle, Erster Weltkrieg) \| \| \| 50,10 \| Predazzo Süd (Erster Weltkrieg) \| Predazzo Süd (Erster Weltkrieg) \| \| \| \| zur Ladestelle Travignolotal (Erster Weltkrieg) \| \| \| \| 50,30 \| Torrente Travignolo (33 m) \| Torrente Travignolo (33 m) \| \| \| 50,498 \| Predazzo \| 1008 m s.l.m. \| |                             |                                                  |                                                  |
| Strecke |                             | Brennerbahn nach Bozen                           | Brennerbahn nach Bozen                           |
| Bahnhof · Kopfbahnhof Streckenanfang (Strecke außer Betrieb) | 0,000                       | Auer                                             | 223 m s.l.m.                                     |
| Strecke nach rechts · Strecke (außer Betrieb) |                             | Brennerbahn nach Verona                          | Brennerbahn nach Verona                          |
| Haltepunkt / Haltestelle (Strecke außer Betrieb) | 1,672                       | Auer Ort                                         | 241 m s.l.m.                                     |
| Haltepunkt / Haltestelle (Strecke außer Betrieb) |                             | Vill (Bedarfshalt, bereits vor 1963 aufgelassen) | Vill (Bedarfshalt, bereits vor 1963 aufgelassen) |
| Bahnhof (Strecke außer Betrieb) | 9,274                       | Montan                                           | 453 m s.l.m.                                     |
| Brücke (Strecke außer Betrieb) | 11,00                       | Glener Viadukt/Viadukt Unterglen (73 m)          | Glener Viadukt/Viadukt Unterglen (73 m)          |
| Haltepunkt / Haltestelle (Strecke außer Betrieb) | 11,001                      | Glen                                             | 535 m s.l.m.                                     |
| Tunnel (Strecke außer Betrieb) | 11,915                      | Windischgraben-Tunnel/Tunnel Oberglen (258,45 m) | Windischgraben-Tunnel/Tunnel Oberglen (258,45 m) |
| Brücke (Strecke außer Betrieb) | 12,20                       | Windischgraben-Viadukt/Viadukt Oberglen (70 m)   | Windischgraben-Viadukt/Viadukt Oberglen (70 m)   |
| Tunnel (Strecke außer Betrieb) | 12,930                      | Schloßbergtunnel/Tunnel Schloss Enn (123 m)      | Schloßbergtunnel/Tunnel Schloss Enn (123 m)      |
| Bahnhof (Strecke außer Betrieb) | 15,759                      | Kalditsch                                        | 702 m s.l.m.                                     |
| Tunnel (Strecke außer Betrieb) | 17,312                      | Feitner-Tunnel (138,82 m)                        | Feitner-Tunnel (138,82 m)                        |
| Brücke (Strecke außer Betrieb) | 18,60                       | Rottenhof-Viadukt (32 m)                         | Rottenhof-Viadukt (32 m)                         |
| Tunnel (Strecke außer Betrieb) | 18,923                      | Rottenhof-Tunnel (109,95 m)                      | Rottenhof-Tunnel (109,95 m)                      |
| Tunnel (Strecke außer Betrieb) | 19,537                      | Kalditscher Tunnel (52,85 m)                     | Kalditscher Tunnel (52,85 m)                     |
| Bahnhof (Strecke außer Betrieb) | 22,450                      | Pausa                                            | 958 m s.l.m.                                     |
| Brücke (Strecke außer Betrieb) | 22,80                       | Schelmgrabenviadukt (40 m)                       | Schelmgrabenviadukt (40 m)                       |
| Bahnhof (Strecke außer Betrieb) | 23,751                      | Kaltenbrunn                                      | 1001 m s.l.m.                                    |
| Bahnhof (Strecke außer Betrieb) | 26,299                      | San Lugano                                       | 1097 m s.l.m.                                    |
| Grenze (Strecke außer Betrieb) |                             | Provinzgrenze Südtirol/Trentino                  | Provinzgrenze Südtirol/Trentino                  |
| Brücke (Strecke außer Betrieb) | 29,40                       | Aguaiviadukt I (42 m)                            | Aguaiviadukt I (42 m)                            |
| Brücke (Strecke außer Betrieb) | 29,50                       | Aguaiviadukt II (30 m)                           | Aguaiviadukt II (30 m)                           |
| Bahnhof (Strecke außer Betrieb) | 31,247                      | Castello di Fiemme                               | 1005 m s.l.m.                                    |
| Haltepunkt / Haltestelle (Strecke außer Betrieb) | 33,000                      | Carano Bivio (Bedarfshalt, ab 1945)              | Carano Bivio (Bedarfshalt, ab 1945)              |
| Haltepunkt / Haltestelle (Strecke außer Betrieb) | 34,600                      | Cavalese Succursale/Bar Fiemme (Bedarfshalt)     | Cavalese Succursale/Bar Fiemme (Bedarfshalt)     |
| Brücke über Wasserlauf (Strecke außer Betrieb) | 34,80                       | Schwarzbachviadukt (20 m)                        | Schwarzbachviadukt (20 m)                        |
| Bahnhof (Strecke außer Betrieb) | 35,703                      | Cavalese                                         | 991 m s.l.m.                                     |
| Tunnel (Strecke außer Betrieb) | 36,612                      | Narenatunnel (103 m)                             | Narenatunnel (103 m)                             |
| Brücke über Wasserlauf (Strecke außer Betrieb) | 39,30                       | Avisio (78 m)                                    | Avisio (78 m)                                    |
| Haltepunkt / Haltestelle (Strecke außer Betrieb) | 39,393                      | Masi di Cavalese                                 | Masi di Cavalese                                 |
| Brücke über Wasserlauf (Strecke außer Betrieb) | 40,80                       | Lagoraibach (10 m)                               | Lagoraibach (10 m)                               |
| Bahnhof (Strecke außer Betrieb) | 42,112                      | Tesero                                           | 902 m s.l.m.                                     |
| Brücke über Wasserlauf (Strecke außer Betrieb) | 42,50                       | Val-del-Bus-Bach (4,6 m)                         | Val-del-Bus-Bach (4,6 m)                         |
| Brücke über Wasserlauf (Strecke außer Betrieb) | 43,80                       | Rio Cavelonte (10 m)                             | Rio Cavelonte (10 m)                             |
| Haltepunkt / Haltestelle (Strecke außer Betrieb) | 43,827                      | Panchià                                          | 930 m s.l.m.                                     |
| Haltepunkt / Haltestelle (Strecke außer Betrieb) | 45,060                      | Ziano di Fiemme                                  | 940 m s.l.m.                                     |
| Brücke über Wasserlauf (Strecke außer Betrieb) | 46,10                       | Rio Castellir (9,3 m)                            | Rio Castellir (9,3 m)                            |
| Haltepunkt / Haltestelle (Strecke außer Betrieb) |                             | Frazione Roda (Bedarfshalt)                      | Frazione Roda (Bedarfshalt)                      |
| Brücke über Wasserlauf (Strecke außer Betrieb) | 47,80                       | Rio Sadole (9,3 m)                               | Rio Sadole (9,3 m)                               |
| Blockstelle (Strecke außer Betrieb) | 47,90                       | Sadoletal (Ladestelle, Erster Weltkrieg)         | Sadoletal (Ladestelle, Erster Weltkrieg)         |
| Brücke über Wasserlauf (Strecke außer Betrieb) | 48,80                       | Torrente Pozze (8,5 m)                           | Torrente Pozze (8,5 m)                           |
| Blockstelle (Strecke außer Betrieb) | 48,90                       | Valmaggiore (Ladestelle, Erster Weltkrieg)       | Valmaggiore (Ladestelle, Erster Weltkrieg)       |
| Blockstelle (Strecke außer Betrieb) | 50,10                       | Predazzo Süd (Erster Weltkrieg)                  | Predazzo Süd (Erster Weltkrieg)                  |
| Abzweig geradeaus, nach rechts und von rechts (Strecke außer Betrieb) |                             | zur Ladestelle Travignolotal (Erster Weltkrieg)  | zur Ladestelle Travignolotal (Erster Weltkrieg)  |
| Brücke über Wasserlauf (Strecke außer Betrieb) | 50,30                       | Torrente Travignolo (33 m)                       | Torrente Travignolo (33 m)                       |
| Kopfbahnhof Streckenende (Strecke außer Betrieb) | 50,498                      | Predazzo                                         | 1008 m s.l.m.                                    |

Die Fleimstalbahn war eine schmalspurige Eisenbahnstrecke zwischen Auer im Unterland (Südtirol) und Predazzo im Fleimstal (italienisch Val di Fiemme, Trentino), die von 1917 bis 1963 in Betrieb war.

## Baugeschichte

### Vorgeschichte
Bereits 1910 war dem Projektierungs-Antrag der Großgemeinde Fleimstal (Magnifica Comunità Val di Fiemme) beim k.k. Eisenbahnministerium stattgegeben worden, und die Arbeiten wurden an einen italienischsprachigen Ingenieur übertragen. Mit dem Ausbruch des Ersten Weltkriegs wurden diese Pläne zunächst eingefroren.
Mit dem Kriegseintritt Italiens 1915 und dem Beginn des Dolomitenkriegs allerdings erwies sich der Nachschubweg über die vorhandenen Straßen als unzureichend und die Pläne für die Fleimstalbahn wurden wieder aufgegriffen. Es waren zuvor mehrere Varianten, wie eine Zahnradbahn Auer–Pausa, Seilbahnen und Standseilbahnen untersucht worden, bis 1916 der Bau einer Adhäsionsbahn mit 760 Millimeter Spurweite begann, deren spätere Umspurung auf Meterspur und deren Elektrifizierung bereits zu Beginn berücksichtigt wurde. Die Vorkonzession der Magnifica Comunità Val di Fiemme ging auf die k.u.k. Heeresfeldbahn über und Leopold Oerley wurde zum Bauleiter bestimmt.

### Der erste Bauabschnitt
Dieser wurde ab Februar 1916 durch die 28. Eisenbahnkompanie errichtet. Im März begannen die Bauarbeiten durch die Firma Redlich & Berger und die 28. k.u.k. Eisenbahnkompanie. Zunächst wurde der Bahnhof Auer errichtet. Er war mit 1500 Metern Länge und 100 Metern Breite der größte Schmalspurbahnhof der Donaumonarchie. Die Fundierung erfolgte wegen des sumpfigen Baugrundes auf 900 Pfählen.
Am Bau unter dem Kommando der 28. Eisenbahnkompanie waren 6000 Arbeiter, davon 2100 Militärpersonen und 3600 Kriegsgefangene beteiligt. Im Winter 1916/1917 musste der Bau wegen der katastrophalen Witterungsverhältnisse vorübergehend eingestellt werden.
Der erste Bauabschnitt von 45 Kilometern Länge beinhaltet sechs Tunnel mit einer Gesamtlänge von 786 Metern, sieben Viadukte mit einer Gesamtlänge von 307 Metern und 8 Brücken mit einer Länge von insgesamt 168 Metern. Die Spurweite betrug 760 Millimeter, die Steigung maximal 42 Promille, der kleinste Gleisradius war mit 60 Meter festgelegt. Zeitweise war während des Baues auch eine Feldbahn mit Spurweite 600 Millimeter im Einsatz.

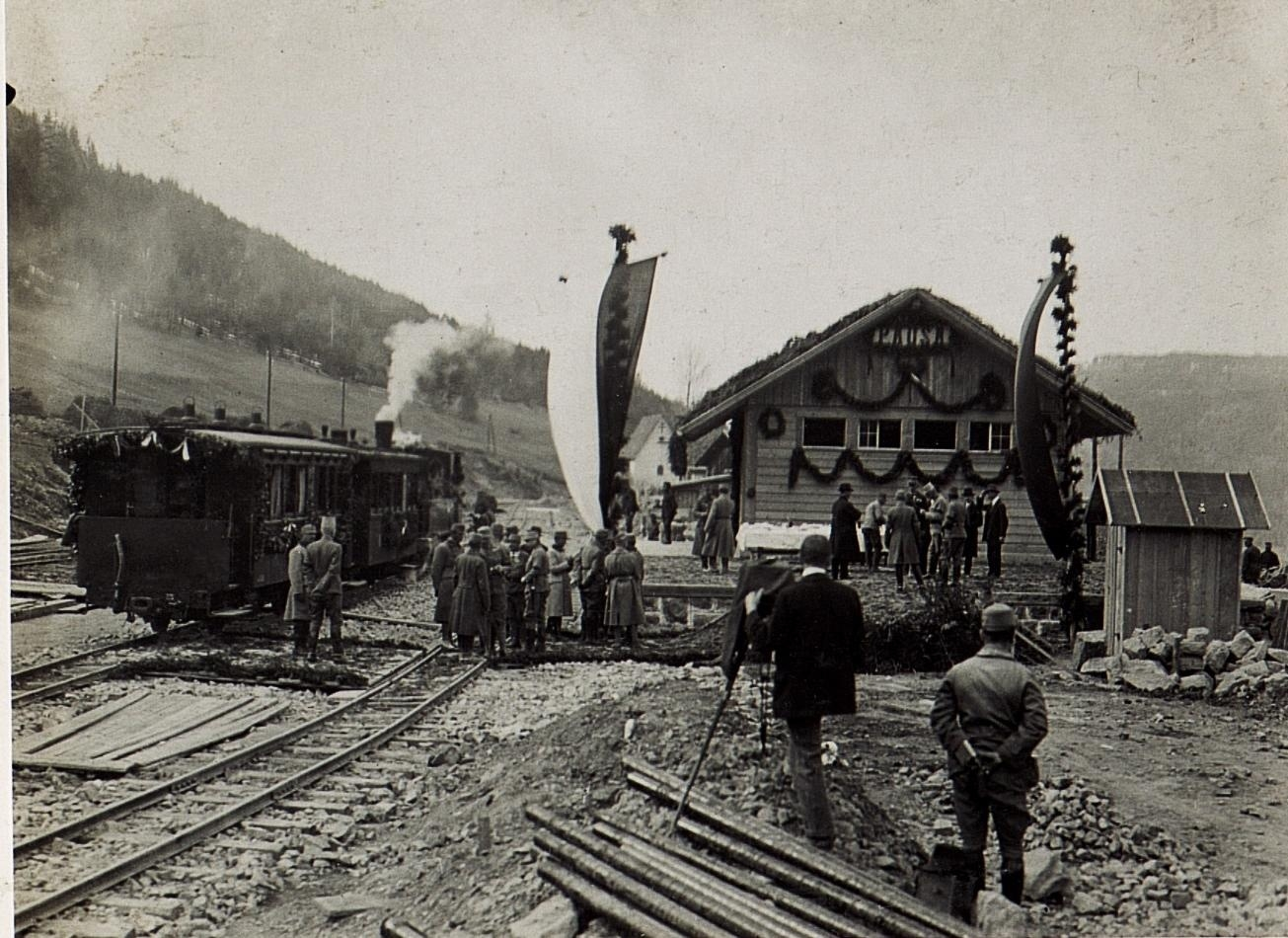
Eröffnung des ersten Bauabschnittes 1917
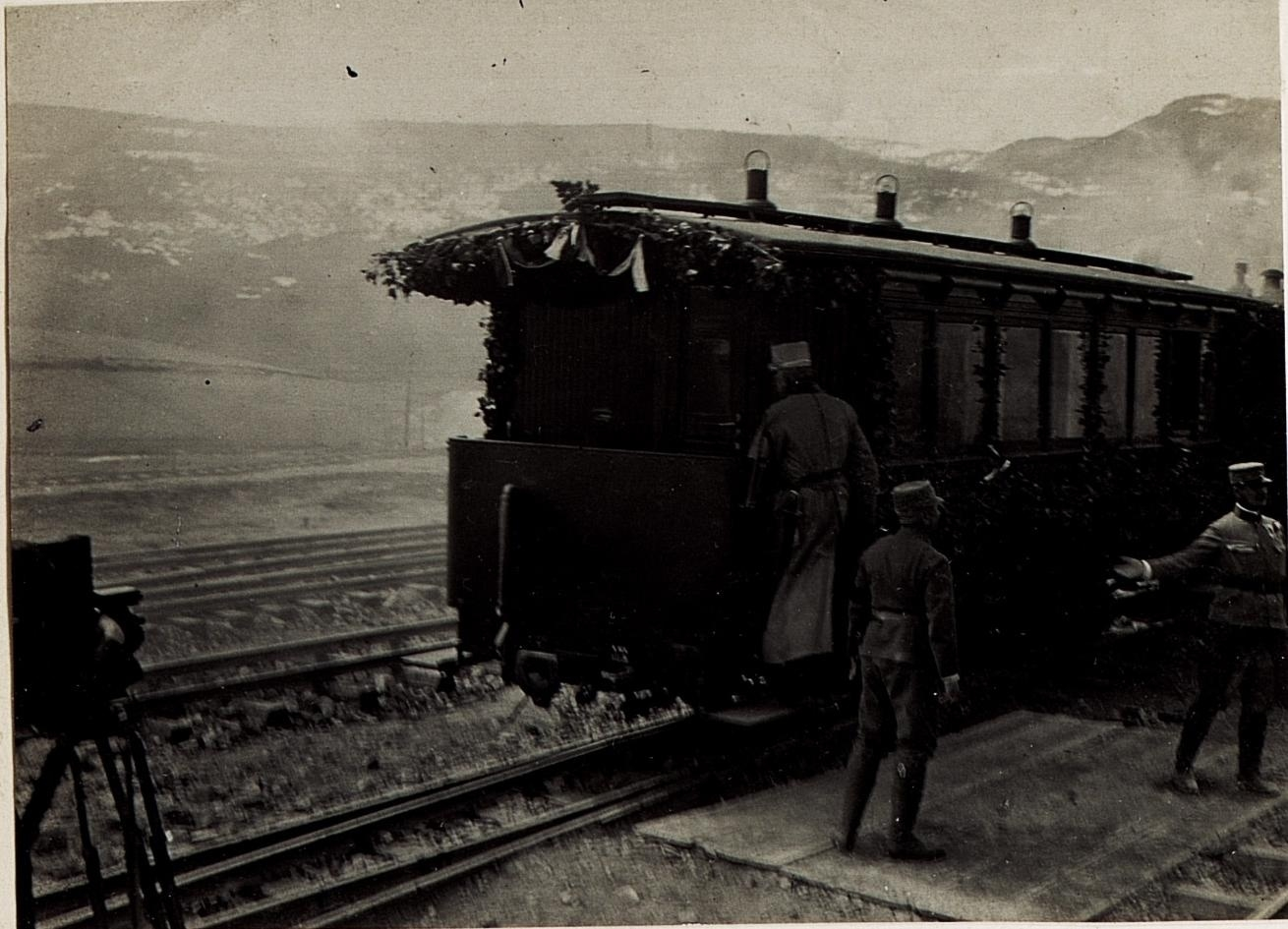
Generaloberst von Roth besteigt den Eröffnungszug in Castello, 28. April 1917

### Der zweite Abschnitt
Mit dem Bau des zweiten Abschnittes wurde umgehend begonnen, sobald der erste Zug Castello erreichte. Die ursprünglich geplante Trasse folgte ab Cavalese der Fleimstalstraße. Ihre Ausführung wurde allerdings durch Kriegseinwirkung (Beschuss dieses Abschnitts von dem im August 1916 von den italienischen Truppen eroberten Monte Cauriol) vereitelt.
Daher folgte die Bahn dem Südhang des Tales, was mehrere zusätzliche Viadukte erforderte.
Im November 1917 verkehrten dann erste Materialzüge bis Rio Sadole, der Eröffnungszug nach Predazzo Süd fuhr am 18. Januar 1918.

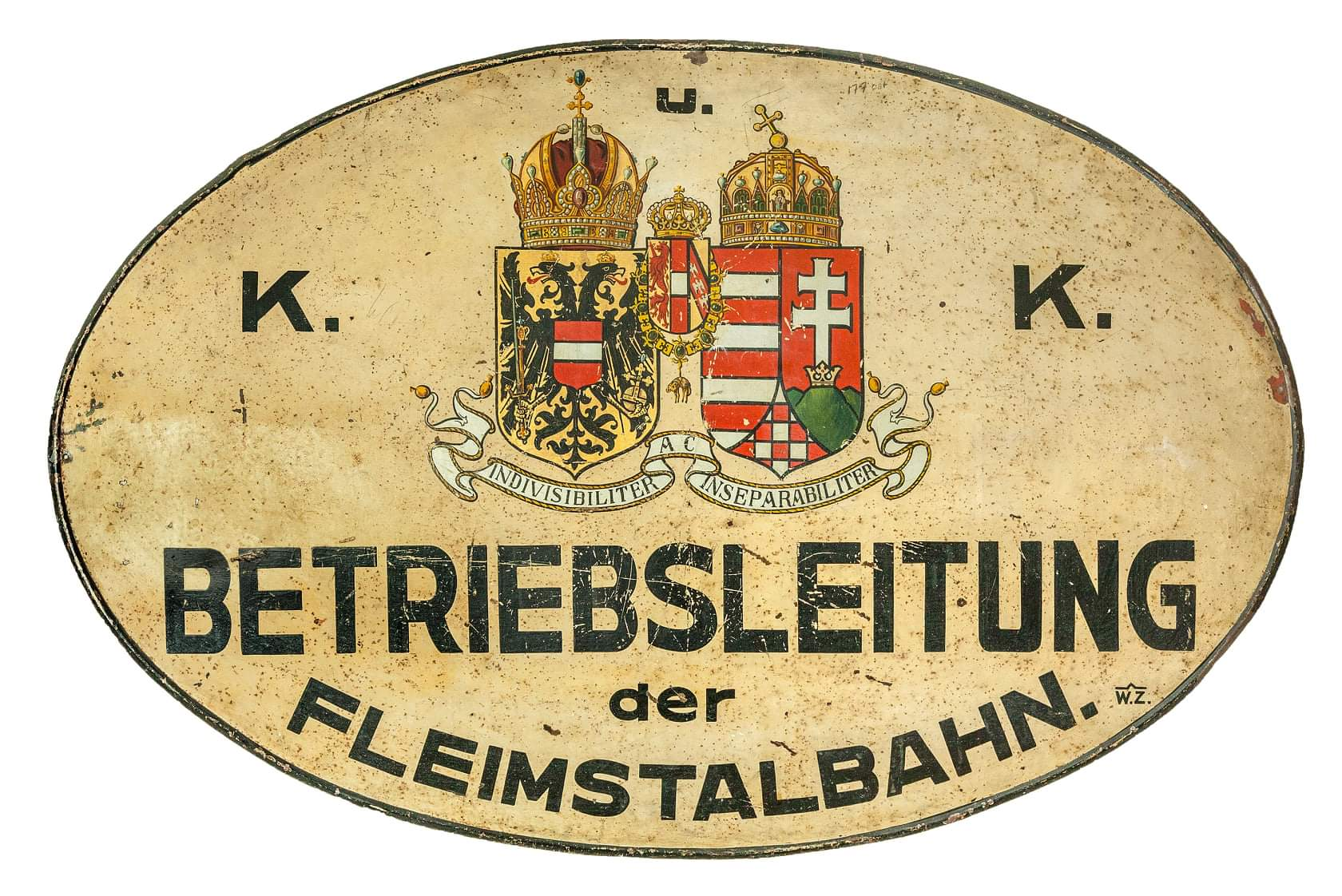
Schild der k.u.k Betriebsleitung der Fleimstalbahn
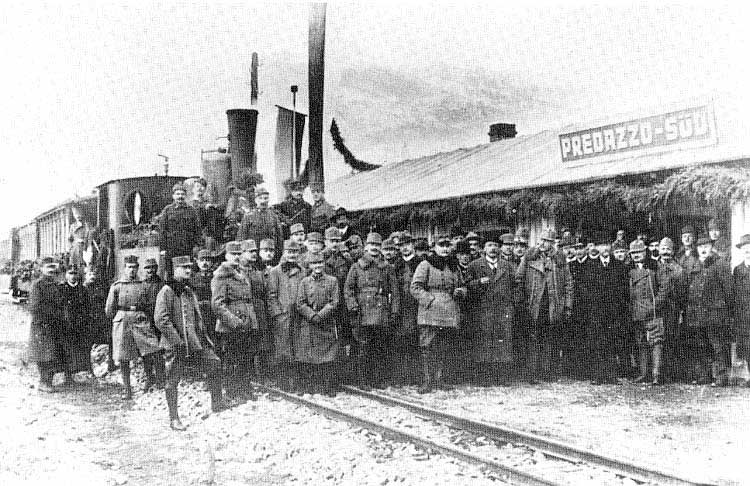
Der Eröffnungszug des zweiten Abschnittes in Predazzo Süd
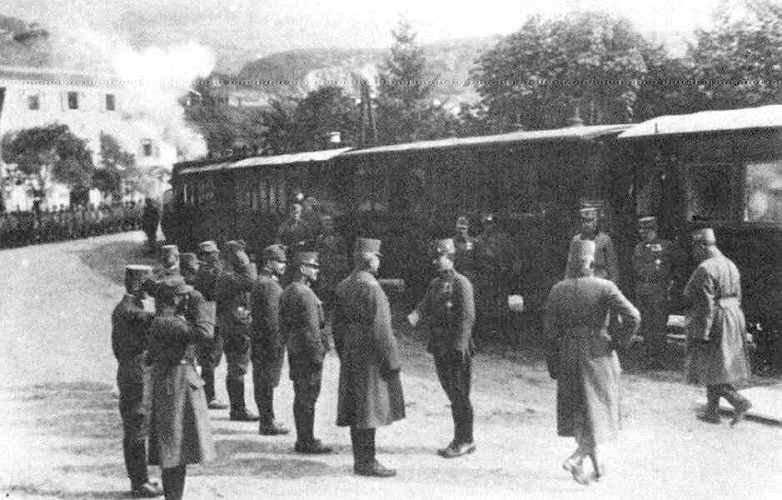
Kaiser Karl I. wird bei einer Fahrt mit der Fleimstalbahn in Cavalese empfangen, um 1918

## Betriebsgeschichte

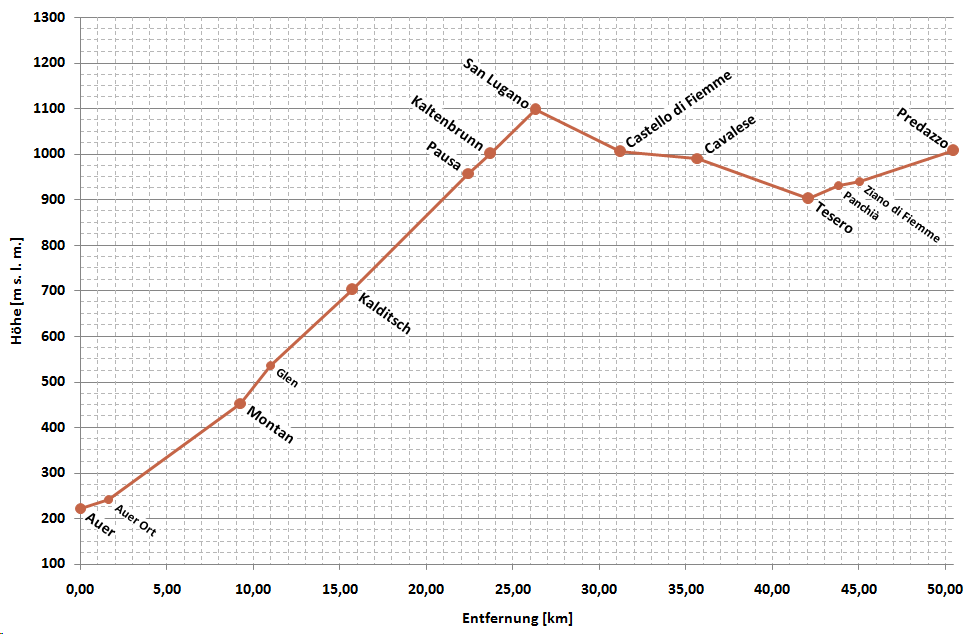
Vereinfachtes Höhenprofil der Bahnstrecke

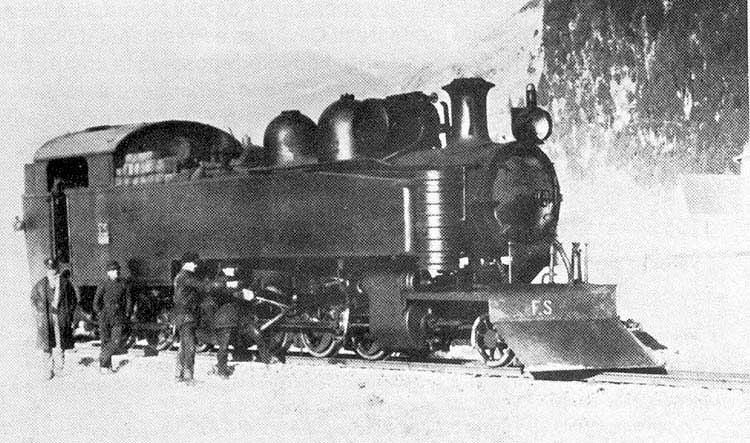
Mallet-Lokomotive FS R.600, ex kuk HB VI

Die k.u.k Heeresbahnen führten den Betrieb mit den von Henschel gelieferten Mallet-Loks der Baureihe kuk HB VI. Von 1917 bis 1927 wurde die Strecke vor allem für Holztransporte genutzt. Am 1. Februar 1919 durch die Ferrovie dello Stato (FS) übernommen, wurde am gleichen Tag die Verlängerung von Predazzo Süd nach Predazzo Centro in Betrieb genommen.
In den zwanziger Jahren wurde es ruhig um die Fleimstalbahn; der Fahrplan für den Personenverkehr sah täglich nur drei Züge pro Richtung vor. Die Reisezeit von Auer über den San-Lugano-Sattel nach Predazzo betrug 3 Stunden und 55 Minuten.
1923 war das Defizit der Bahn bereits erheblich und die bankrotte italienische Staatsbahnenverwaltung forderte von der Magnifica Communita Val di Fiemme unter zweifelhaften Begründungen auch noch gewaltige Zahlungen ein.

### Elektrifizierung
In der Folge kam es dadurch zur Privatisierung und Elektrifizierung der Strecke, wobei die Magnifica Comunità Val di Fiemme gemeinsam mit der STE (Società Trentina di Elettricità), welche zu diesem Zeitpunkt, die Rittner Bahn, die Überetscher Bahn und die Lokalbahn Dermulo–Mendel betrieb, eine Gesellschaft namens FEVF (Ferrovia Elettrica Val di Fiemme) gründete. Die italienische Bahnverwaltung stellte den Betrieb ab 1929 auf Meterspur und elektrische Traktion um; eine Möglichkeit, die bereits beim Bau vorgesehen worden war.
Für den elektrischen Betrieb wurde neues Rollmaterial von Carminati & Toselli gekauft, die elektrische Ausrüstung lieferte Tecnomasio Italiano Brown Boveri (TIBB). Geliefert wurden die Personentriebwagen A1-A3, die Beiwagen C101 und C102, die Gepäcktriebwagen B51 und B52 sowie die aus Güterwagen umgebauten Beiwagen C103-106. Den Trieb- und Beiwagen baugleiche Fahrzeuge wurden auch an andere italienische Schmalspurbahnen geliefert, die Fahrzeuge der Fleimstalbahn jedoch mit einer automatischen Vakuumbremse der Bauart Hardy ausgerüstet. Die feierliche Eröffnung des elektrischen Betriebs fand am 28. Oktober 1929 statt.

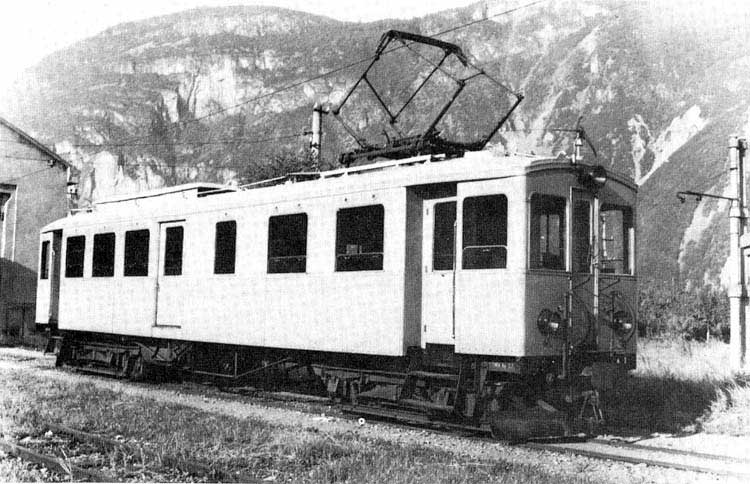
Vierachsiger Triebwagen der Fleimstalbahn von 1929
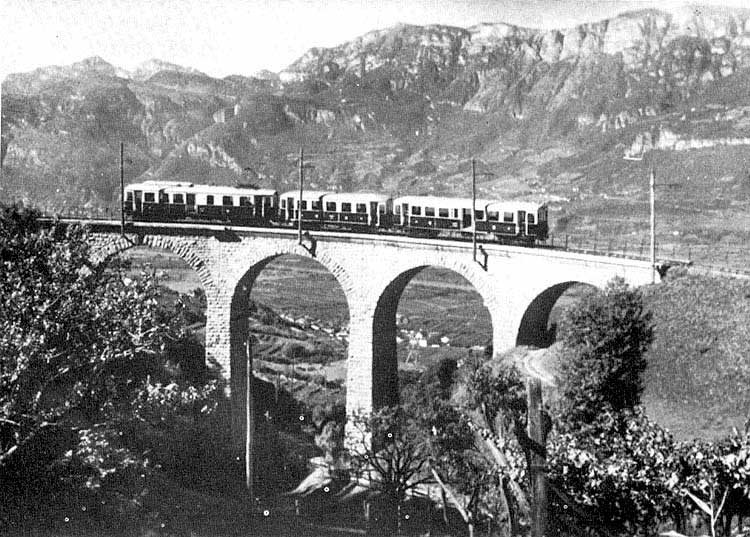
Elektrischer Zug der Fleimstalbahn auf dem Viadukt von Glen
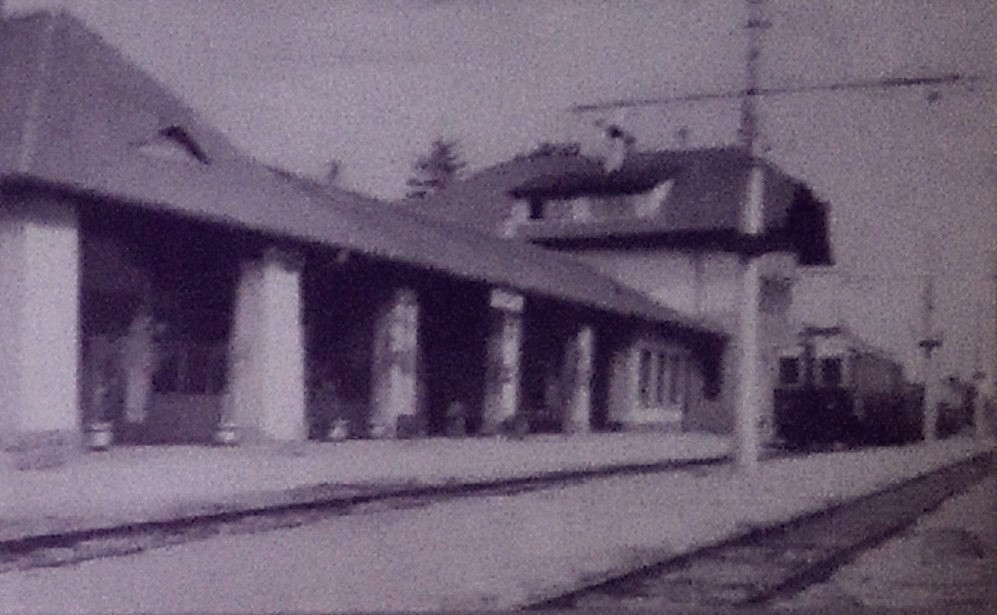
Bahnhof Ora zur Zeiten des elektrischen Betriebes
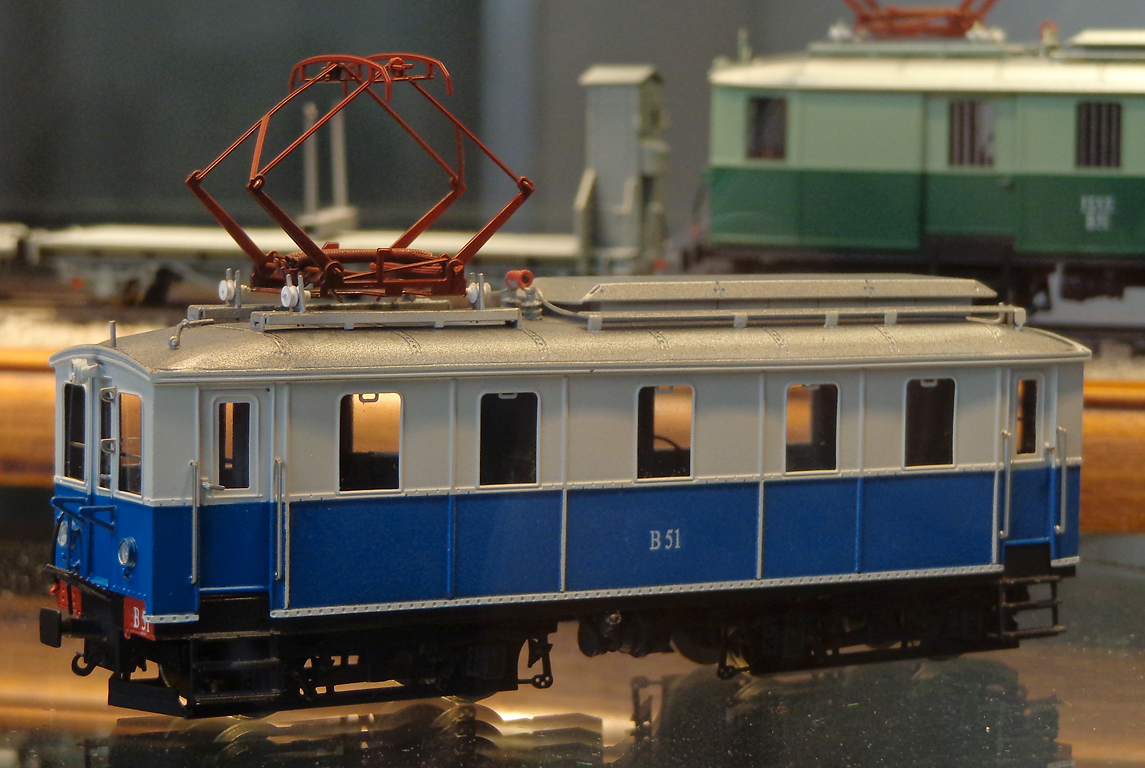
Modell eines Gepäcktriebwagens der Fleimstalbahn im umgebauten Zustand, im Hintergrund ist der frühere Zustand erkennbar

### Elektrischer Betrieb und Niedergang der Bahn
Mit der Elektrifizierung der Strecke konnte die Reisezeit auf 2 Stunden und 15 Minuten beschleunigt werden, im Jahre 1932 verkehrten zehn Personenzüge pro Tag. Die Bahn versah jahrzehntelang störungsfrei ihren Dienst, auch unter zunehmenden alliierten Bomben- und Tieffliegerangriffen im Zweiten Weltkrieg, die unter anderem den Bahnhof Auer zum Ziel hatten. Bis 1953 bilanzierte die Bahn mit Hilfe staatlicher Subventionen ausgeglichen, danach ging es jedoch wirtschaftlich bergab. Im Jahr 1956 wurde die Betriebsführung der Rittner Bahn übertragen, die bereits ein Jahr später beschloss, die Fleimstalbahn einzustellen. In Folge wurde nichts mehr in den Erhalt der Bahn investiert. Obwohl die endgültige Einstellung für das Jahr 1960 vorgesehen war, mussten die Züge auf der Fleimstalbahn noch bis zum 10. Januar 1963 weiter fahren, weil die als Ersatz vorgesehenen italienischen Autobusse verspätet geliefert wurden.

## Überbleibsel
Die Fahrzeuge der Bahn kamen nach der Einstellung des Betriebes nach Ligurien zur Ferrovia Genova–Casella, bei welcher sie zum Teil noch heute in Betrieb sind. Triebwagen A2 wurde von 2012 bis 2019 aufwändig in den Urzustand als Fleimstalbahn-Triebwagen zurückversetzt.

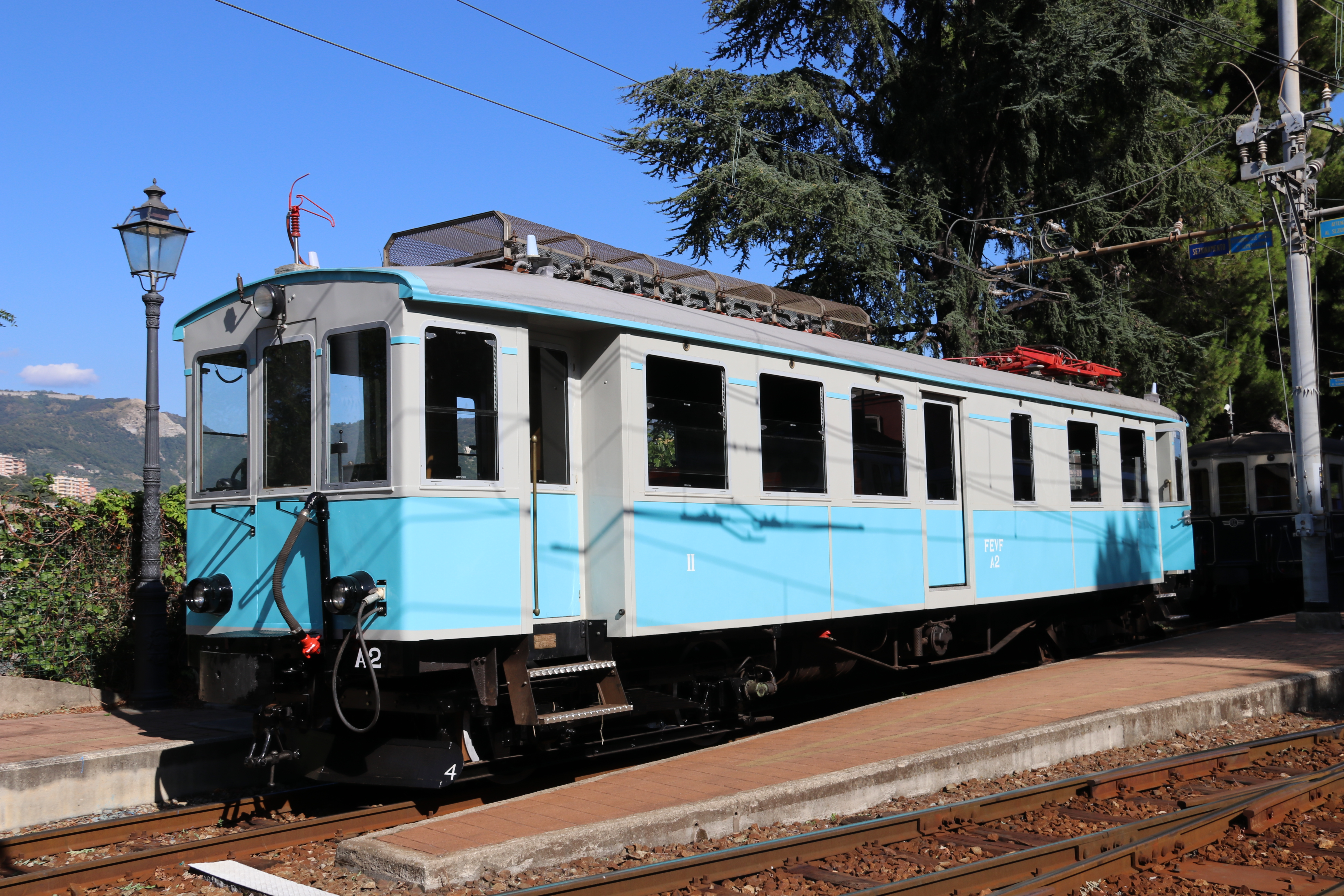
Der in den Originalzustand von 1929 zurückversetzte Triebwagen A2 der Fleimstalbahn
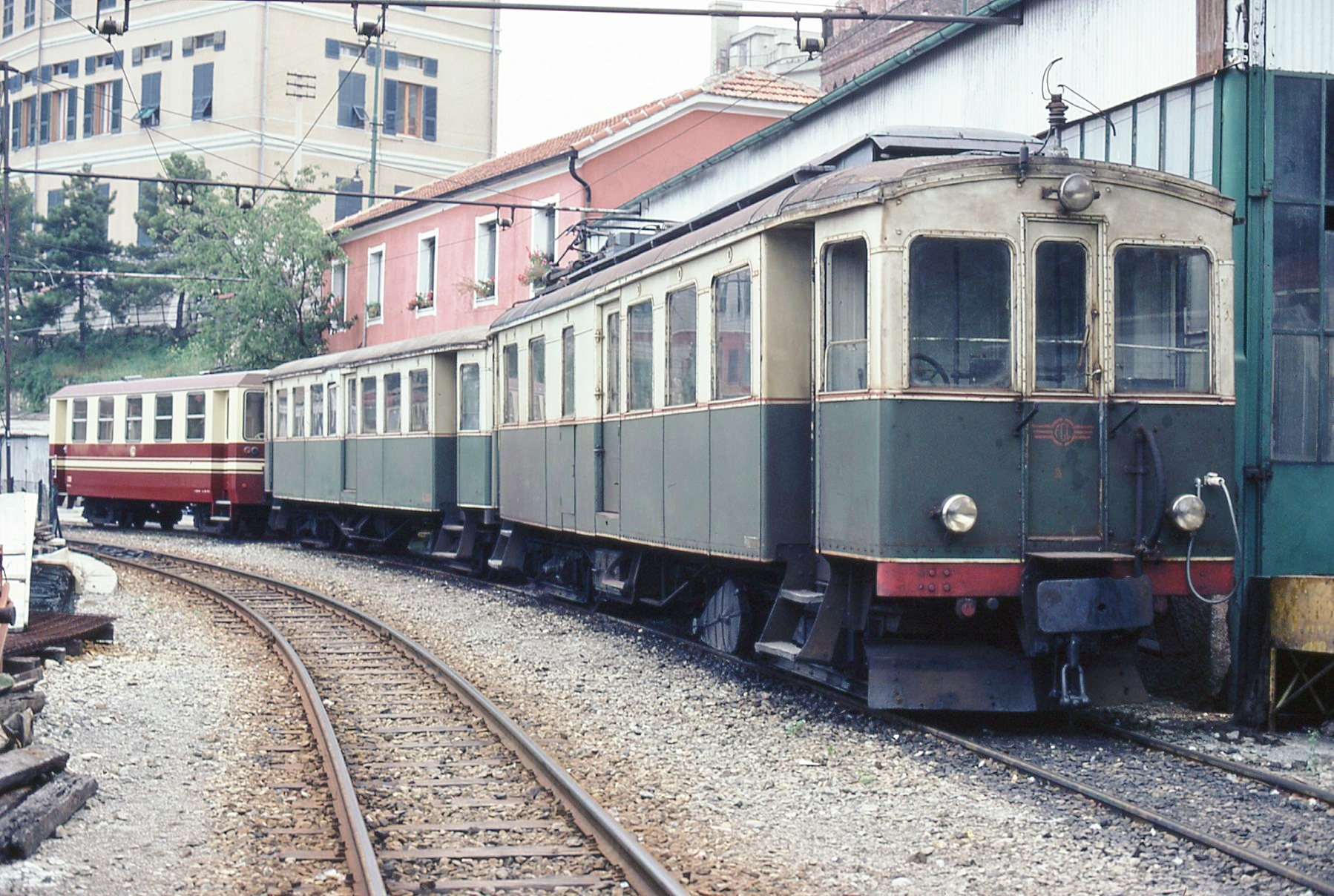
Fahrzeuge der Fleimstalbahn in Genua, 1980
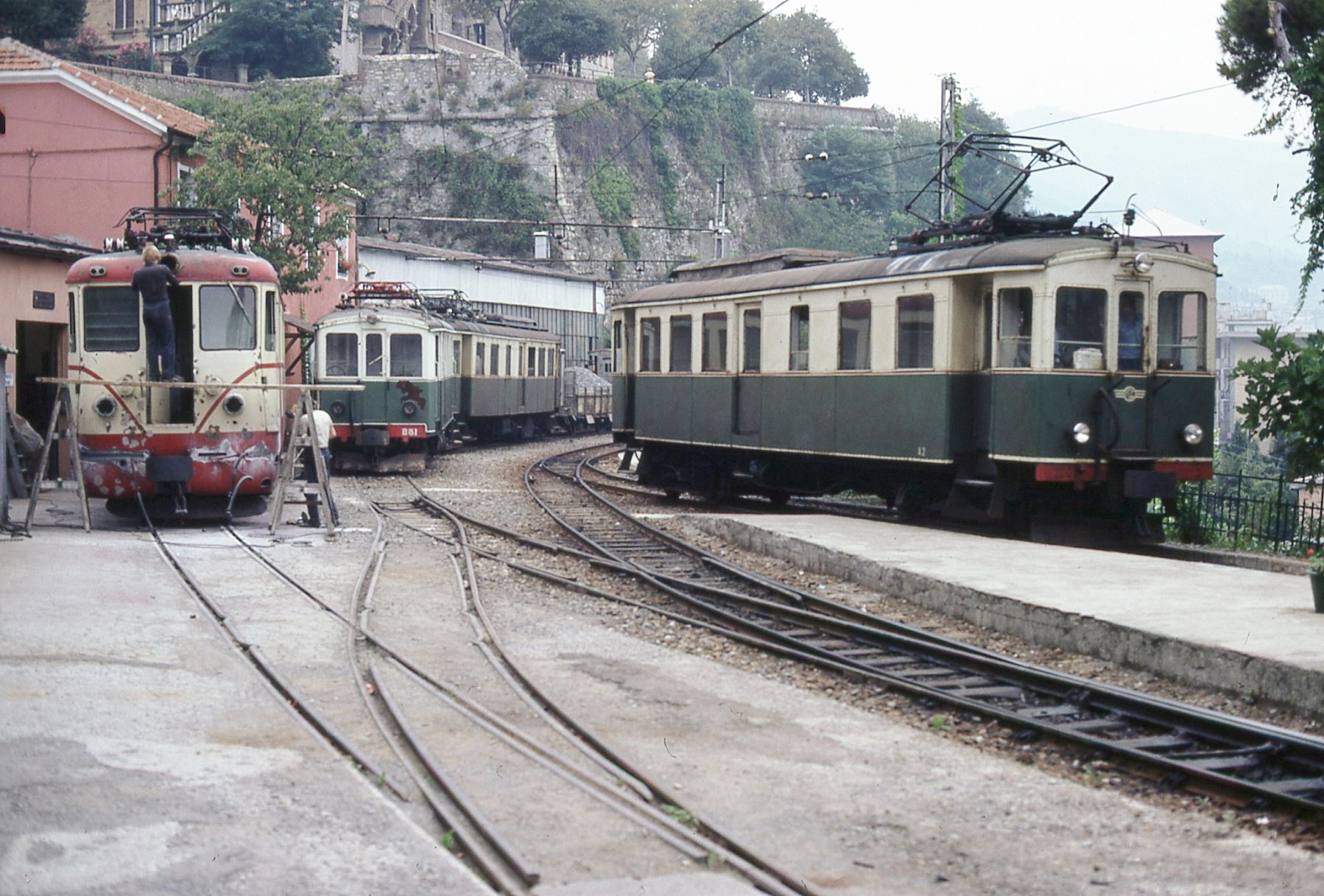
Triebwagen (rechts) und Beiwagen (Mitte) der Fleimstalbahn in Genua, 1980
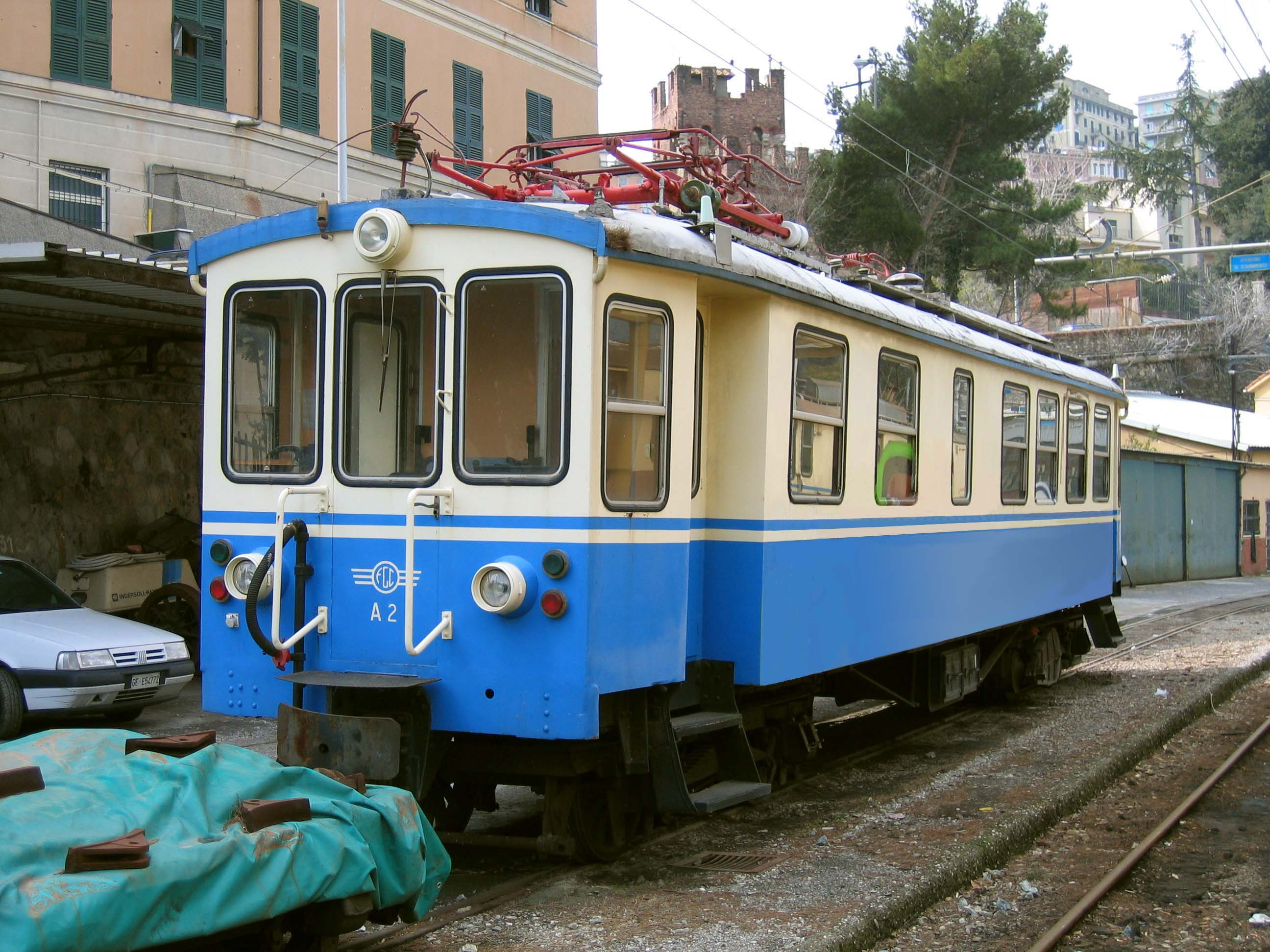
Triebwagen A2 im modernisierten Zustand vor der Restaurierung

Die alte Eisenbahnstrecke der Fleimstalbahn mit den erhaltenen Tunneln, Viadukten und Brücken ist heute als Radroute 6 „Fleimstal“ eine beliebte Fahrrad- und Wanderstrecke für den Südtiroler Tourismus.

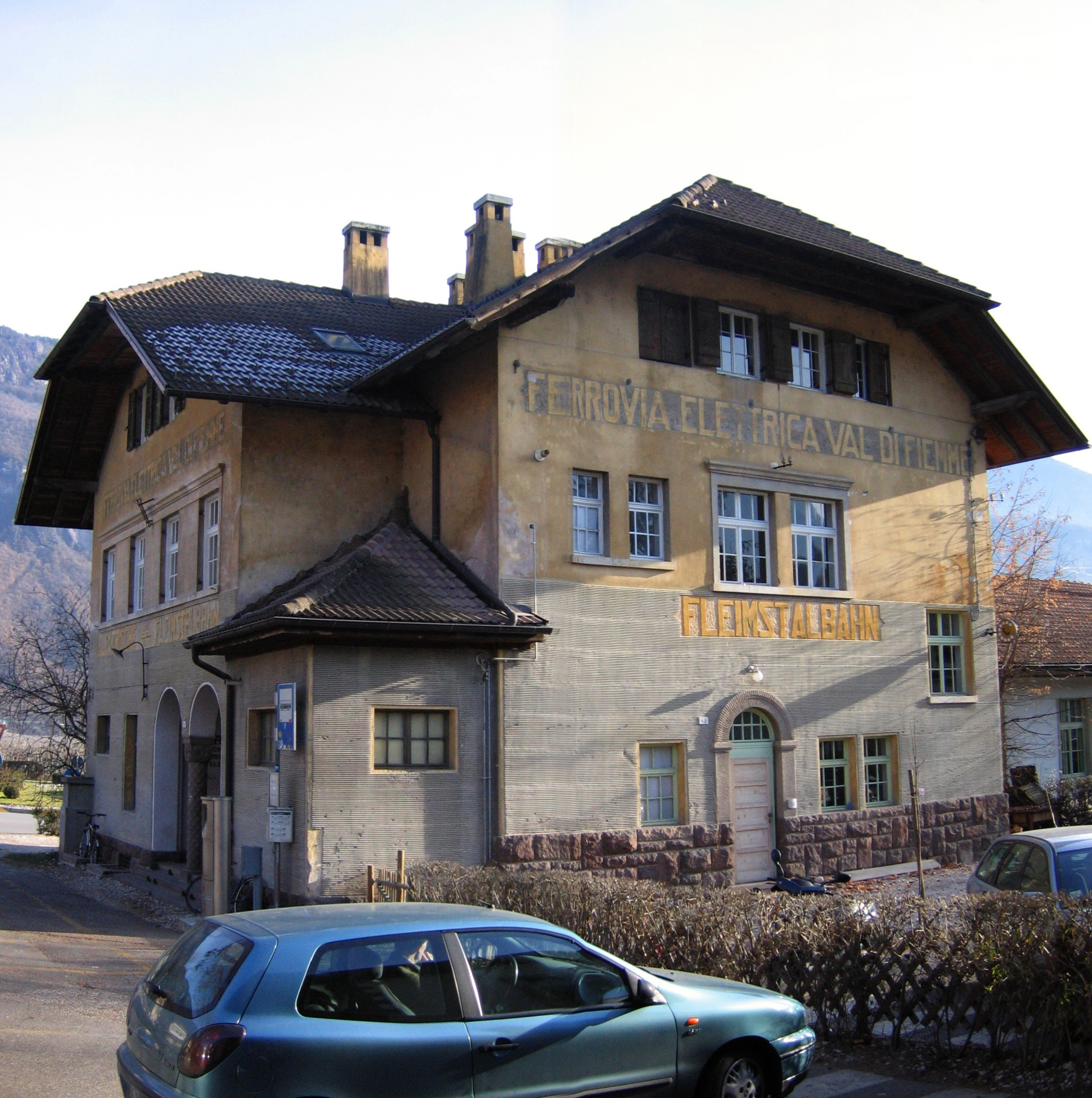
Bahnhof Auer gegenüber dem gleichnamigen Bahnhof der Etschtalbahn
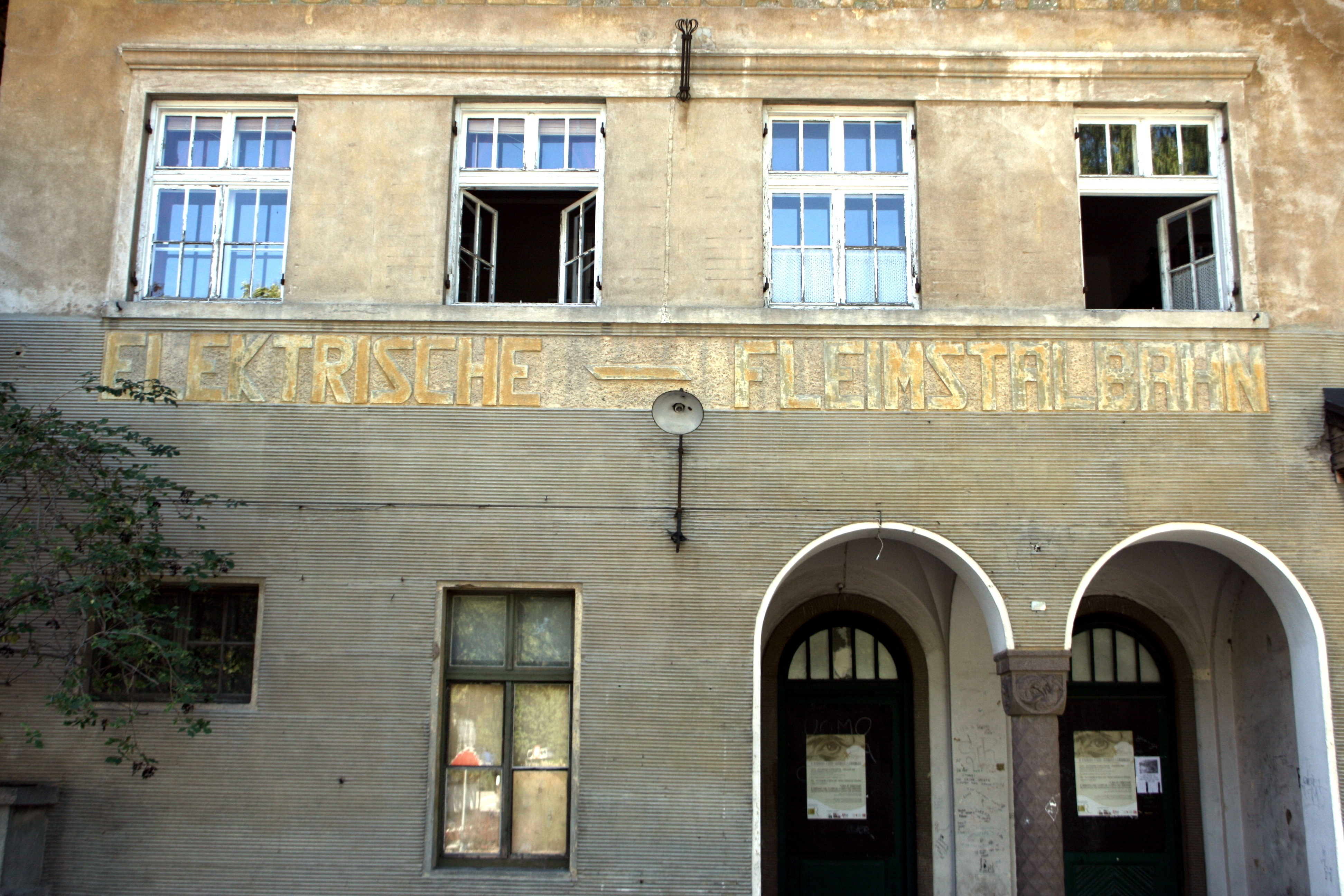
Historische deutschsprachige Aufschrift am ehemaligen Bahnhof Auer/Ora
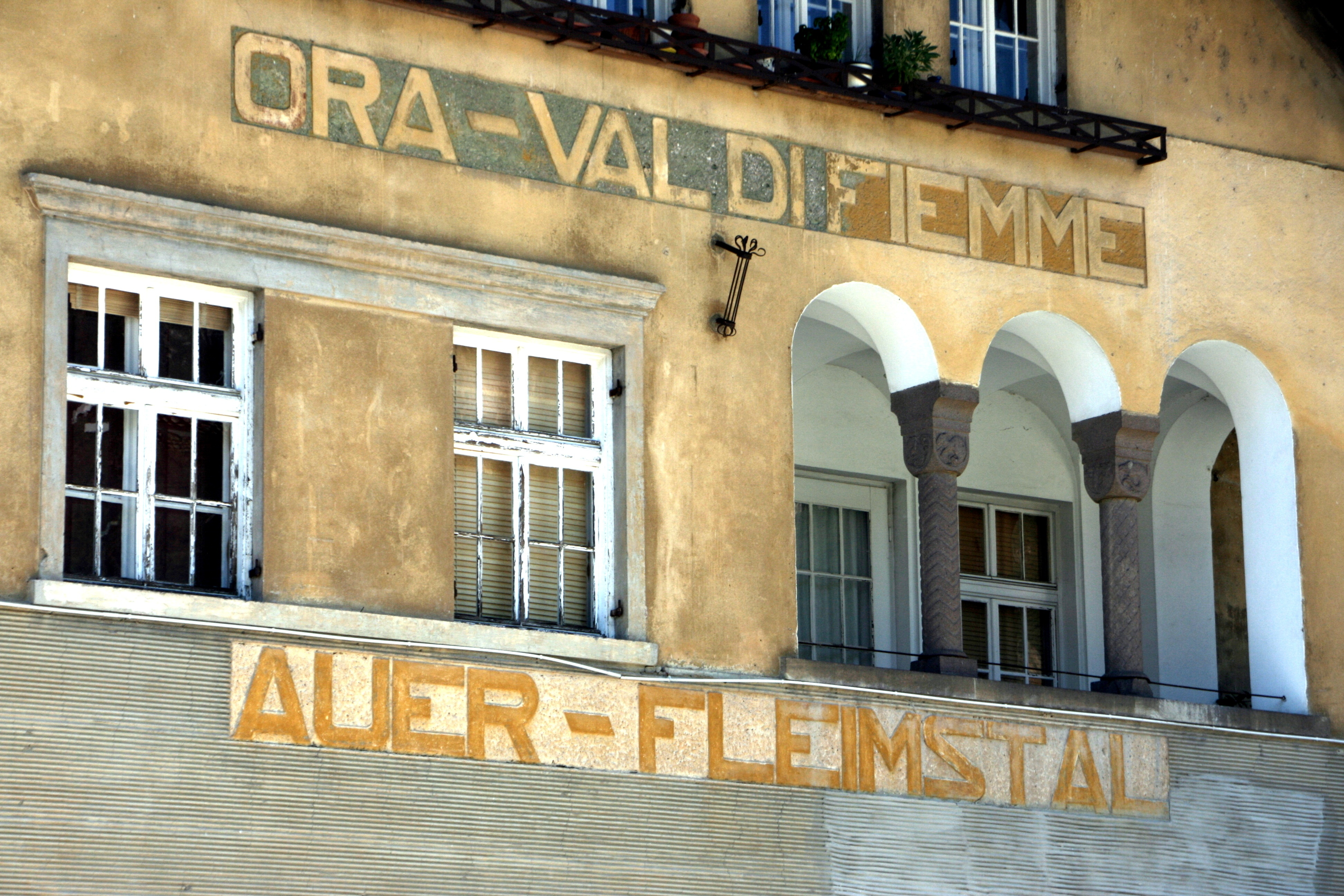
Zweisprachige Aufschriften am ehemaligen Bahnhof Auer/Ora
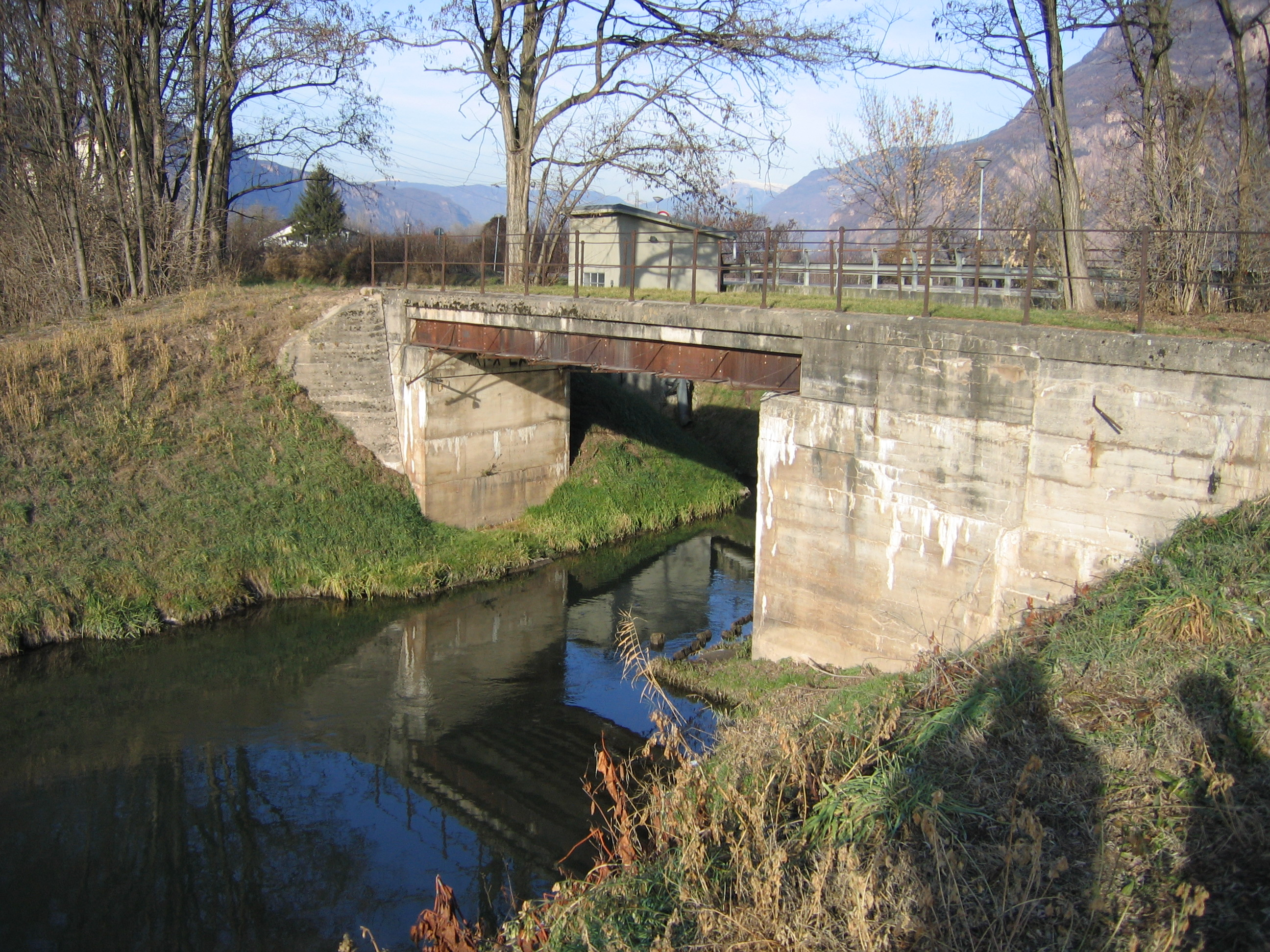
Brücke der Bahn kurz vor dem Ort Auer
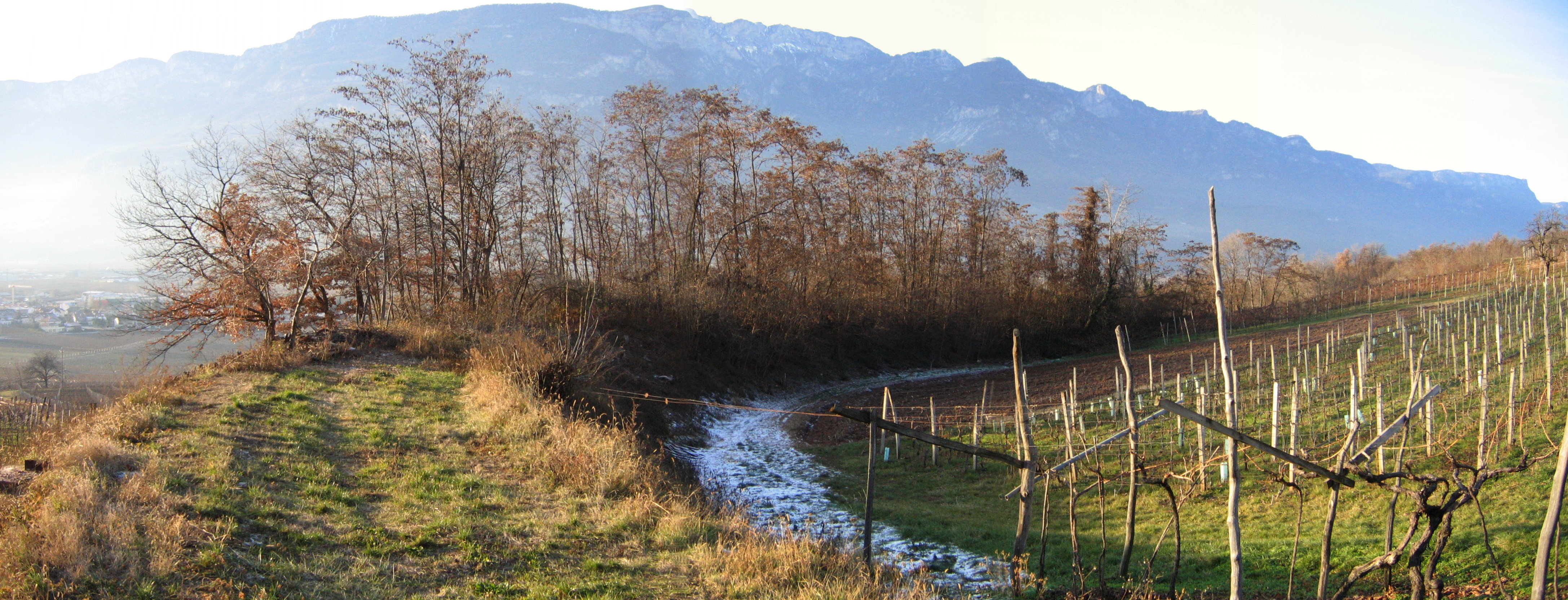
Zugewachsene Wendeschleife nahe Montan
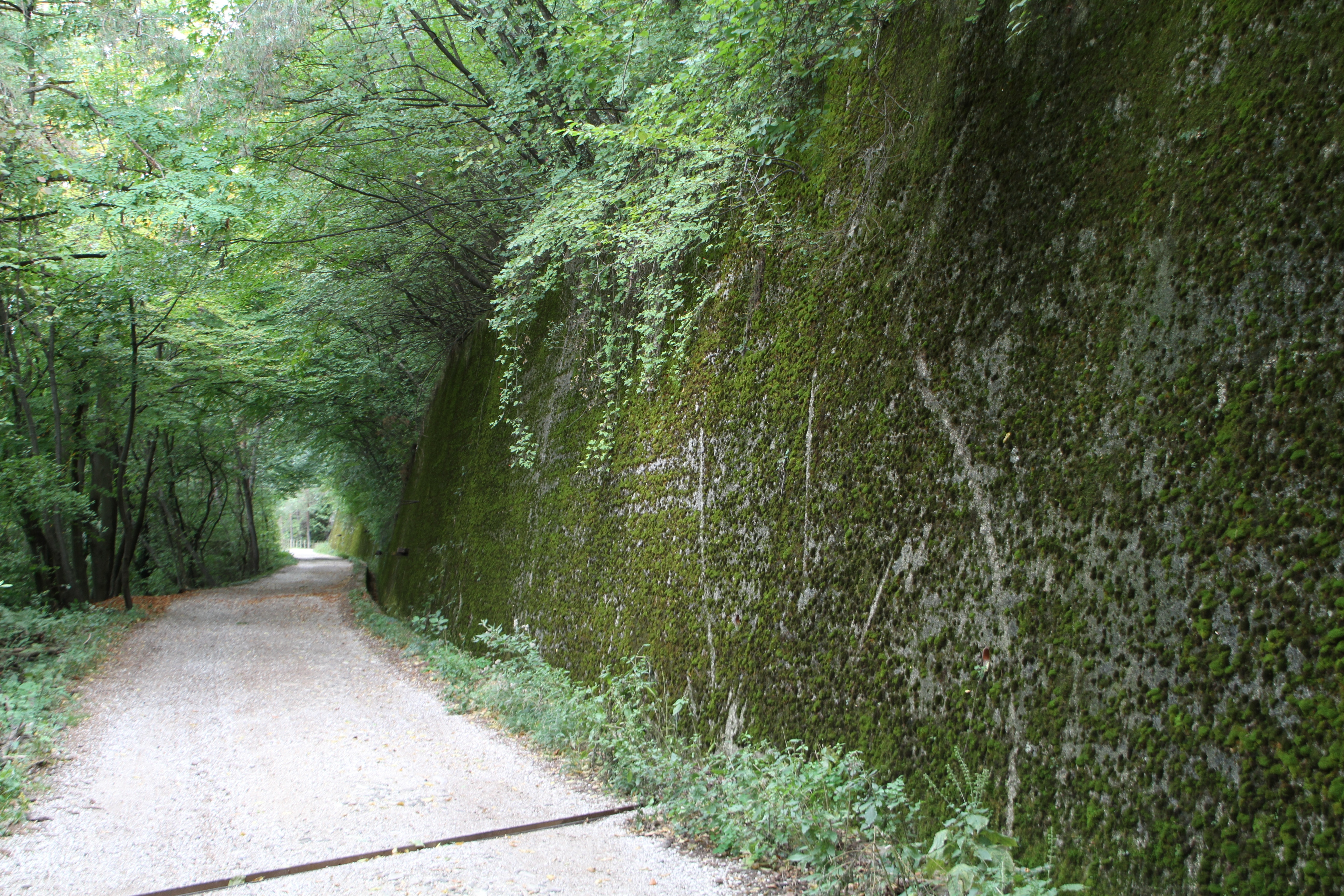
Ehemalige Trasse oberhalb von Montan
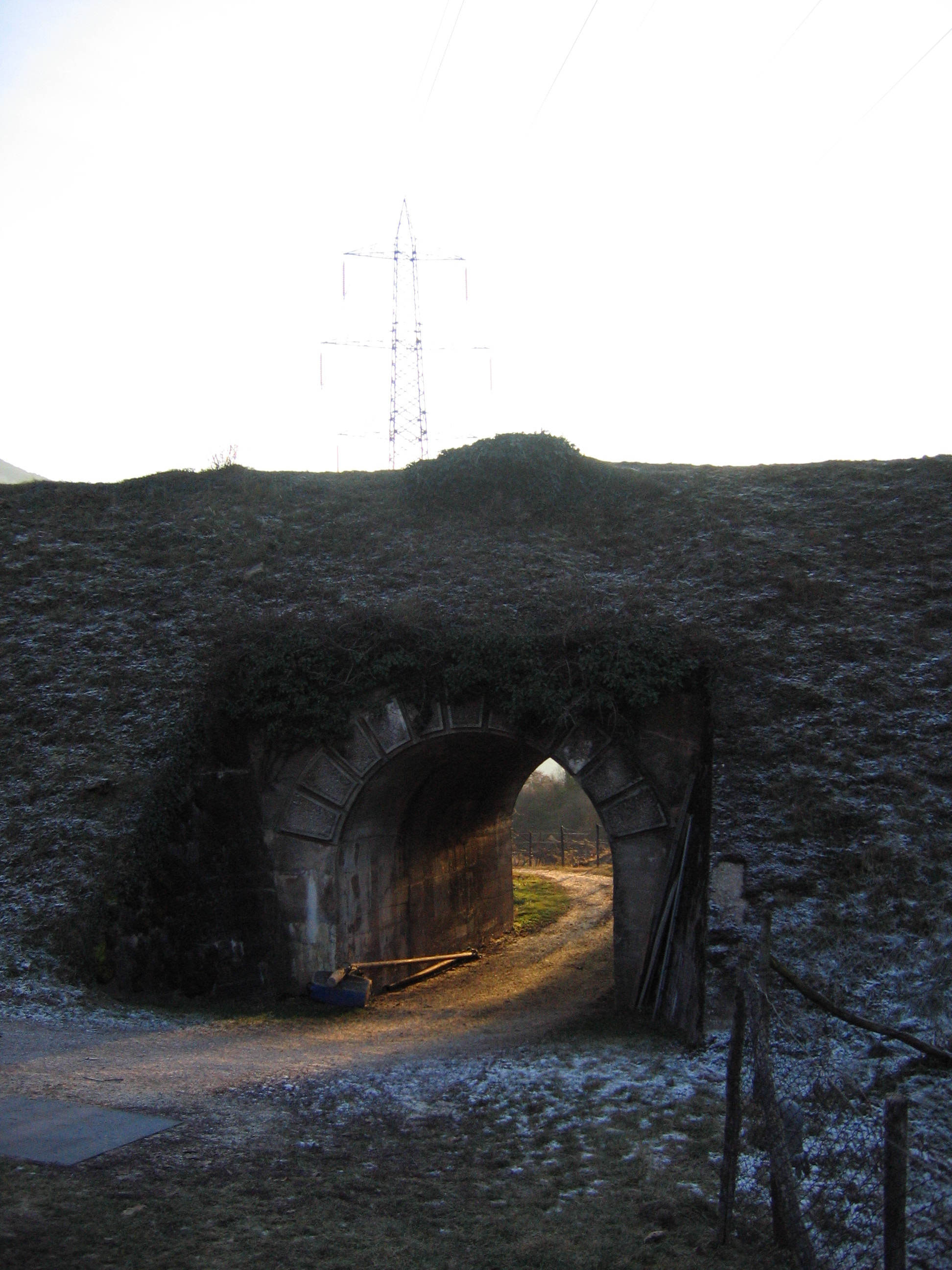
Detail einer ehemaligen Bahn-Unterführung bei Sonnenuntergang
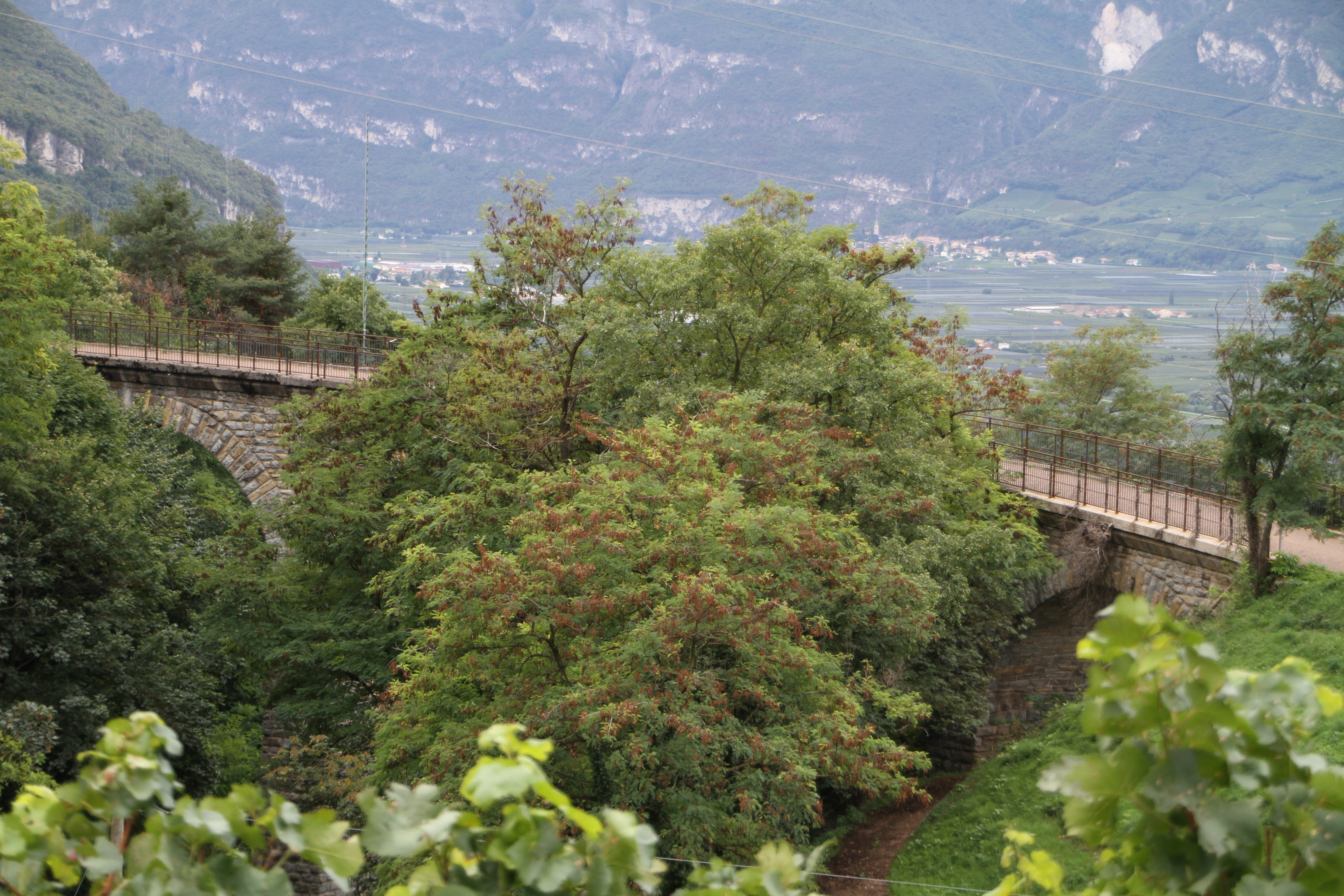
Ehemaliges Viadukt von Glen (vgl. Betriebsbild oben)
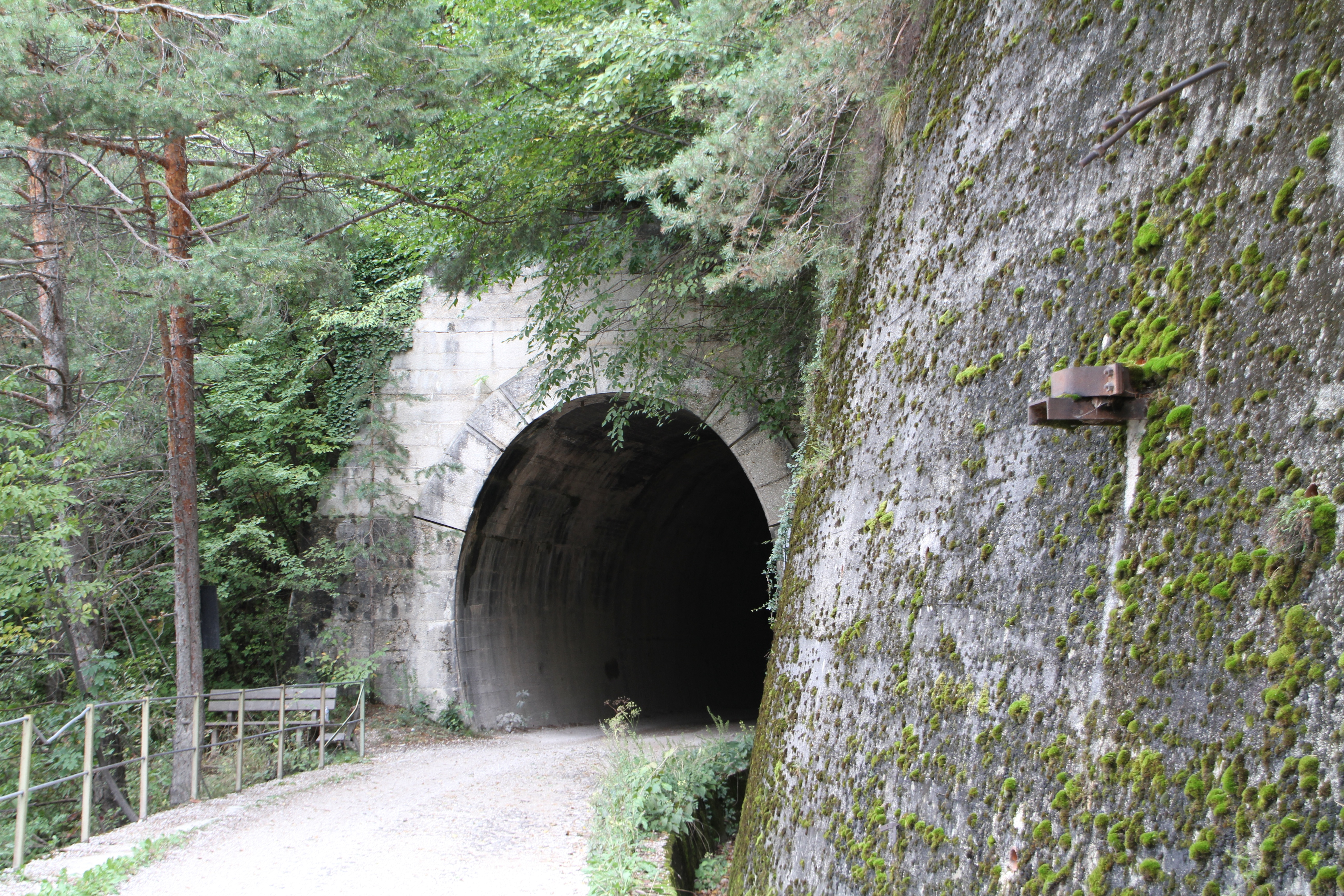
Ehemaliger Tunnel der Fleimstalbahn nahe Schloss Enn
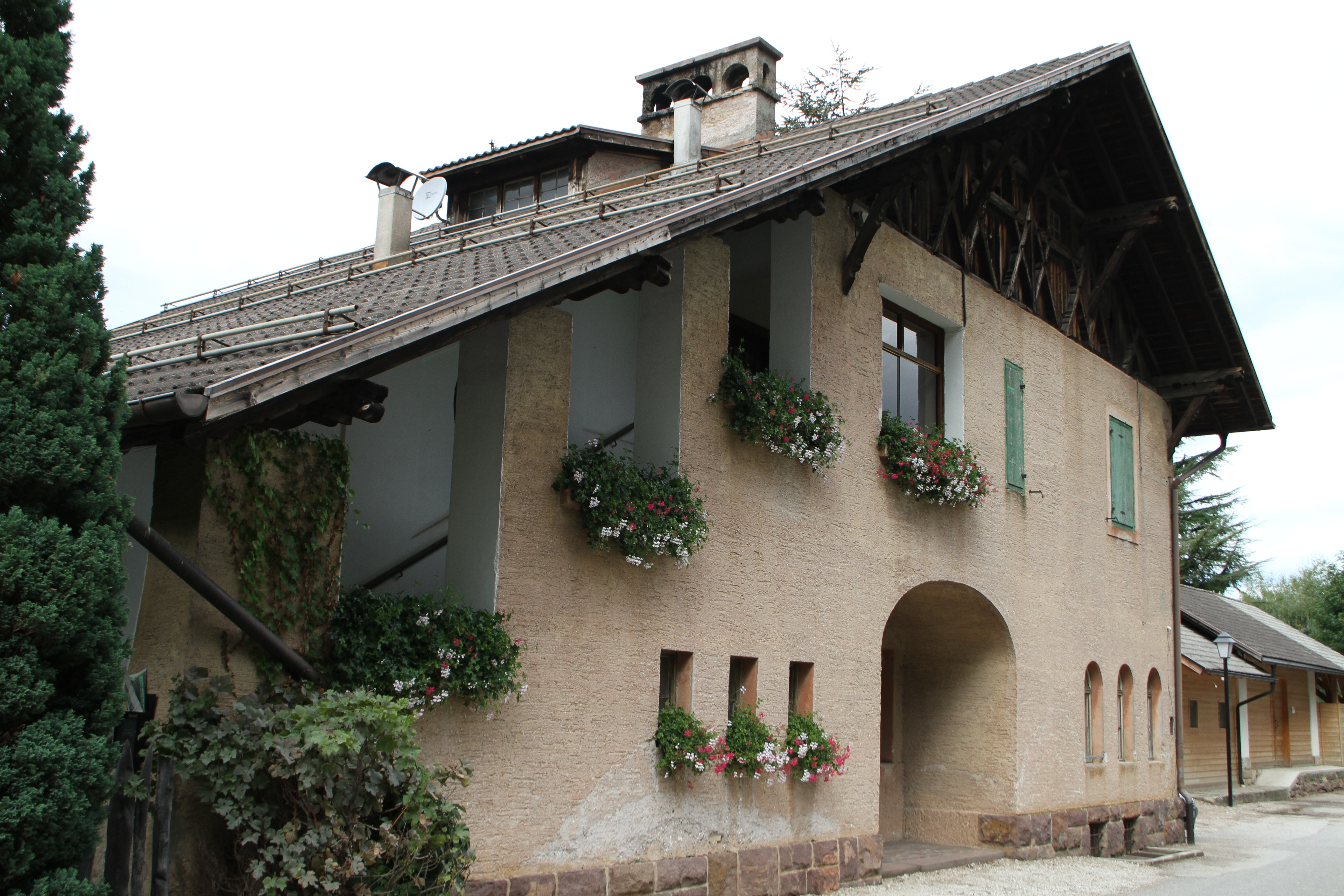
Ehemaliger Bahnhof von Montan/Montagna

## Besonderheit
Der nach wie vor erhaltene Bahnhof von Auer/Ora trägt unter anderem auch die deutschsprachige Beschriftung „Elektrische Fleimstalbahn“. Dies ist insofern bemerkenswert, da die Bahnstrecke erst 1929 elektrifiziert wurde und damals die deutsche Sprache in Südtirol nicht offiziell verwendet werden durfte.